# 鮫川村
鮫川村（さめがわむら）は、福島県中通り南部に位置し、東白川郡に属する村。

## 地理
福島県の南端、東白川郡の北東部に位置している。
阿武隈高原南部の高地にあるため、村の大部分が標高400 mから650 mの間に位置しており、全体の約58%が山林で構成されている。

### 隣接している自治体
- 福島県
  - いわき市
  - 東白川郡塙町
  - 東白川郡棚倉町
  - 石川郡浅川町
  - 石川郡石川町
  - 石川郡古殿町
- 茨城県
  - 北茨城市

## 統計データ

### 現在の村勢
- 総人口 - 4,183人（2010年）
- 世帯数 - 1,168世帯（2010年）
- 年少（15歳未満）人口率 - 14.3%（2005年）
- 高齢（65歳以上）人口率 - 29.7%（2005年）
- 昼間人口 - 3,911人（2000年）
- 労働力人口 - 2,452人（2000年）
- 第1次産業就業者数 - 582人（2000年）
- 第2次産業就業者数 - 1,104人（2000年）
- 第3次産業就業者数 - 717人（2000年）
- 農業産出額 - 2,840百万円（2004年）
- 製造品出荷額等 - 5,084百万円（2004年）
- 商業年間商品販売額 - 1,161百万円（2003年）

出典
1. 総務省統計局『統計で見る市区町村のすがた2007』2007年

### 人口
| 鮫川村（に相当する地域）の人口の推移 \| 1970年（昭和45年） \| 6,404人 \| \| \| 1975年（昭和50年） \| 5,700人 \| \| \| 1980年（昭和55年） \| 5,537人 \| \| \| 1985年（昭和60年） \| 5,423人 \| \| \| 1990年（平成2年） \| 5,219人 \| \| \| 1995年（平成7年） \| 4,957人 \| \| \| 2000年（平成12年） \| 4,602人 \| \| \| 2005年（平成17年） \| 4,322人 \| \| \| 2010年（平成22年） \| 3,989人 \| \| \| 2015年（平成27年） \| 3,577人 \| \| \| 2020年（令和2年） \| 3,049人 \| \| |         |  |
| 総務省統計局 国勢調査より |         |  |
| 1970年（昭和45年） | 6,404人 |  |
| 1975年（昭和50年） | 5,700人 |  |
| 1980年（昭和55年） | 5,537人 |  |
| 1985年（昭和60年） | 5,423人 |  |
| 1990年（平成2年） | 5,219人 |  |
| 1995年（平成7年） | 4,957人 |  |
| 2000年（平成12年） | 4,602人 |  |
| 2005年（平成17年） | 4,322人 |  |
| 2010年（平成22年） | 3,989人 |  |
| 2015年（平成27年） | 3,577人 |  |
| 2020年（令和2年） | 3,049人 |  |

## 歴史

### 年表
- 1889年（明治22年）4月1日 - 町村制施行により、西山村・石井草村・赤坂東野村・赤坂中野村・赤坂西野村・富田村・渡瀬村が合併し東白川郡鮫川村が発足。[1][2]
- 1970年（昭和45年）4月1日 - 国道289号が制定。

### 変遷表
| 鮫川村村域の変遷表 | 鮫川村村域の変遷表 | 鮫川村村域の変遷表 | 鮫川村村域の変遷表  | 鮫川村村域の変遷表 | 鮫川村村域の変遷表 |
| 1868年 以前        | 1868年 以前        | 明治22年 4月1日    | 明治22年 - 昭和64年 | 平成元年 - 現在    | 現在               |
| ------------------ | ------------------ | ------------------ | ------------------- | ------------------ | ------------------ |
|                    | 西山村             | 鮫川村             | 鮫川村              | 鮫川村             | 鮫川村             |
|                    | 石井草村           | 鮫川村             | 鮫川村              | 鮫川村             | 鮫川村             |
|                    | 赤坂東野村         | 鮫川村             | 鮫川村              | 鮫川村             | 鮫川村             |
|                    | 赤坂中野村         | 鮫川村             | 鮫川村              | 鮫川村             | 鮫川村             |
|                    | 赤坂西野村         | 鮫川村             | 鮫川村              | 鮫川村             | 鮫川村             |
|                    | 富田村             | 鮫川村             | 鮫川村              | 鮫川村             | 鮫川村             |
|                    | 渡瀬村             | 鮫川村             | 鮫川村              | 鮫川村             | 鮫川村             |

## 教育

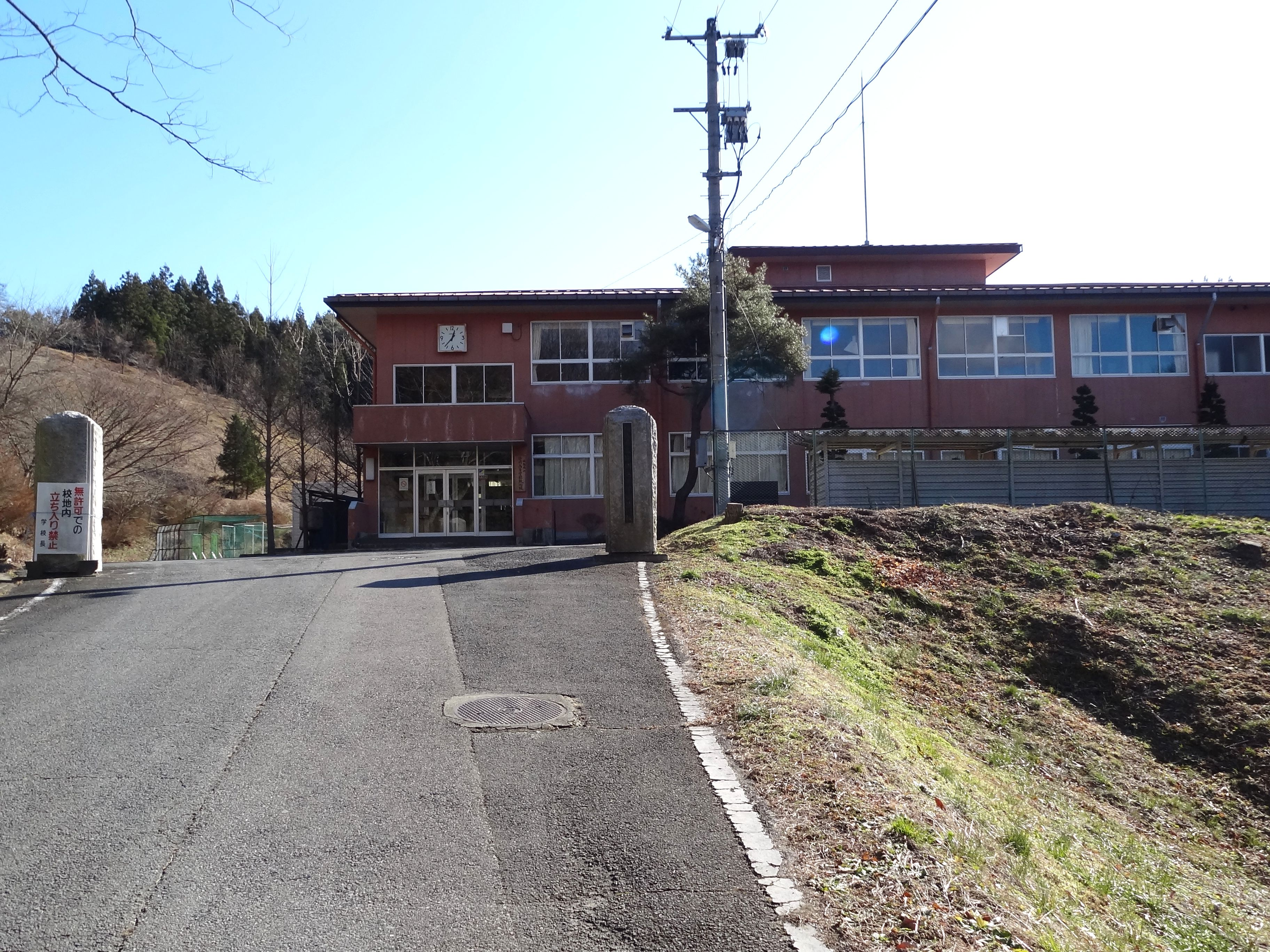
福島県立修明高等学校鮫川校

### 高等学校
- 福島県立修明高等学校鮫川校 - 2022年3月閉校[3]。

### 中学校
- 鮫川村立鮫川中学校

### 小学校
- 鮫川村立鮫川小学校

## 交通

### 鉄道
村内を鉄道路線は通っていない。鉄道を利用する場合の利用しやすい最寄り駅はいくつかあり、JR東日本水郡線の磐城石川駅、磐城浅川駅、磐城棚倉駅、磐城塙駅など。

### バス
- 福島交通
  - 石川 - 宝木 - 鮫川
  - 塙 - 渡瀬 - 鮫川
- 鮫川村村営バス
  - 棚倉 - 県立修明高校 - 鮫川

### 道路

#### 一般国道
- 国道289号 （いわき市勿来 - 田人 - 鮫川 - 塙 - 棚倉 - 白河・新潟方面）
- 国道349号 （水戸方面 - 矢祭 - 鮫川 - 古殿 - いわき市三和 - 福島・南陽方面）

#### 主要地方道
- 福島県道25号棚倉鮫川線
- 福島県道71号勿来浅川線

#### 一般県道
- 福島県道242号赤坂東野塙線
- 福島県道274号赤坂西野石川線
- 福島県道275号明内田中線

## 医療
- 鮫川村国民健康保険診療所 - 村唯一の一般診療所[4]。

## 名所・旧跡・観光スポット
- 富田薬師堂
- 天狗橋
- 湯の田温泉村民保養施設さぎり荘
- 江竜田の滝：二見ヶ滝、そうめんの滝、虹ヶ滝、青葉の滝、龍神の滝、昇竜の滝などの総称。遊歩道が整備されている。2019年の台風で遊歩道の一部が倒壊した為、竜神の滝、昇竜の滝への立入は禁止されている。
- 強滝
- 鹿角平観光牧場
- 舘山公園

## 主な出身者
- 遠藤貴人 - 競輪選手。当村々議会議員。
- 蛭田みな美 - 女子プロゴルファー